# Regras mínimas das Nações Unidas para administração da Justiça da Infância e da Juventude
As Regras Mínimas das Nações Unidas para a Administração da Justiça da Infância e da Juventude, também conhecidas como Regras de Pequim, são uma resolução da Assembleia Geral da Organização das Nações Unidas sobre o tratamento devido a jovens que cometam infrações ou aos quais se impute o cometimento de uma infração.
A disciplina de proteção à criança e ao adolescente compõe uma rede de documentos internacionais de proteção ao Direito da criança e do adolescente. Em especial, a Convenção internacional sobre os direitos da criança e as Diretrizes de Riade devem ser interpretadas em conjunto, de forma a dar máxima efetividade aos direitos humanos na infância e juventude, por exemplo, o progressivo reconhecimento de inimputabilidade penal das pessoas menores de 18 anos de idade.

## História
Em setembro de 1980, após declarar aquele como sendo o "Ano da Criança", a ONU realizou o seu Sexto Congresso das Nações Unidas sobre a Prevenção do Crime e o Tratamento dos Infratores, realizado em Caracas, Venezuela.
Dahn Batchelor, criminólogo e participante do Congresso, apresentou um artigo sobre a necessidade de uma declaração de direitos para jovens infratores, obtendo o apoio da Delegação dos Estados Unidos. Muito da elaboração da minuta ocorreu em uma conferência em Pequim, na China.  Ela foi originalmente proposta como uma Carta de Direitos para jovens infratores, mas acabou por ser rebatizada como Regras Mínimas das Nações Unidas para a Administração da Justiça da Infância e da Juventude.
A minuta do projeto foi então discutida longamente no Sétimo Congresso das Nações Unidas sobre a Prevenção do Crime e o Tratamento dos Delinquentes, realizado em Milão, Itália, em setembro de 1985.
Finalmente, as Regras de Pequim foram adotadas pela Assembleia Geral da ONU em 29 de novembro de 1985, por meio da Resolução nº 40/33.

## Conteúdo
O documento é dividido em seis partes: primeira parte (princípios gerais), segunda parte (investigação e processamento), terceira parte (decisão judicial e medidas), quarta parte (tratamento em meio aberto), quinta parte (tratamento institucional) e sexta parte (pesquisa, planejamento formulação de políticas e avaliação).
Possui como principais regras a possibilidade de remissão (espécie de perdão), a pluralidade de medidas aplicáveis e o caráter excepcional da institucionalização do jovem.

### Responsabilização criminal de jovens em países lusófonos
O instrumento é constituído de um conteúdo mínimo, o que possibilita a maior proteção do jovem nos regramentos internos dos países. É possível verificar que alguns países possuem responsabilização diferenciada para jovens e adultos, bem como não aplicam uma responsabilidade direta às crianças de tenra idade.
No Brasil, a minoridade penal encerra-se aos 18 anos de idade. Apenas adolescentes, pessoas entre 12 anos completos e 18 anos incompletos, podem ser punidos pela prática de ato infracional.
Em Portugal, a maioridade penal é alcançada aos 16 anos de idade. Apenas os jovens, pessoas entre 12 anos completos e 16 anos incompletos, podem ser punidos após a apreciação de um processo tutelar educativo.